# Ottocaro III di Stiria
Ottocaro III di Stiria (in tedesco Ottokar III von Steiermark) (1124 – Pécs, 31 dicembre 1164) fu margravio di Stiria dal 1129 alla morte.

## Biografia

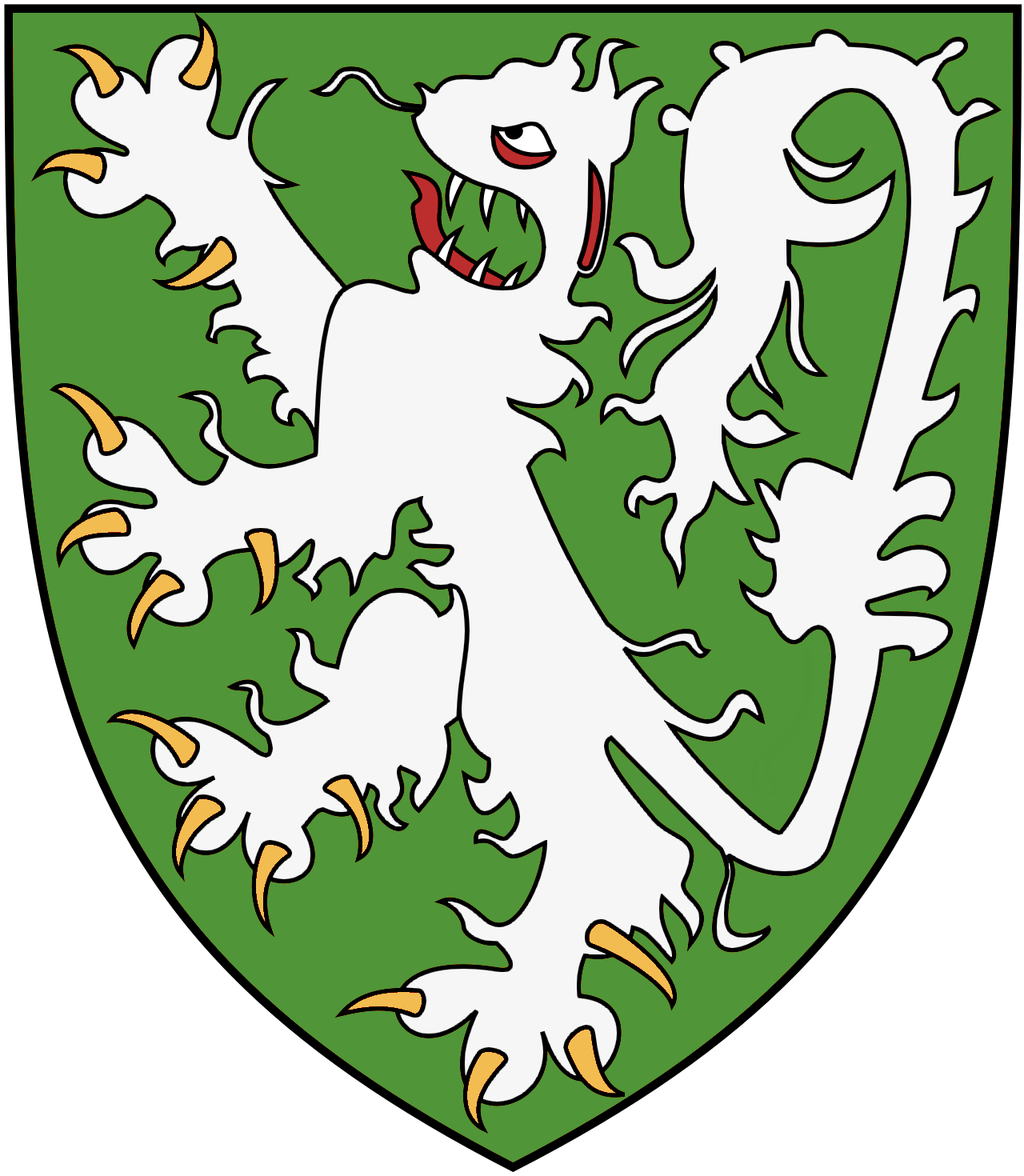
Stemma

Ottocaro, figlio di Leopoldo "il Forte" di Stiria e di Sofia di Baviera, figlia del duca di Baviera Enrico IX il Nero della dinastia Welfen, ebbe un ruolo importante nella crescita della Stiria, annettendo ed ereditando diversi territori: ereditò, dalla linea dei Marburg dei conti di Sponheim, la Bassa Stiria; dallo zio Ecberto III, ultimo conte di Formbach, ereditò la contea di Pitten, nell'attuale Bassa Austria, ma che rimase in Stiria fino al XVI secolo. Erigendo strade e un ospedale nella zona, fondò, di fatto, Spital am Semmering. Colonizzò i fiumi Traisen e Gölsen. Inoltre durante il suo governo Graz divenne sempre di più il centro amministrativo della Stiria. Egli fondò inoltre la certosa di Seitz.
Dopo la seconda crociata, accolse molti affaristi e artisti bizantini nelle terre di Stiria. Nel 1151 Barbarossa, suo cugino da parte di madre, gli negò la marca di Verona assegnandola al suo fedelissimo Ermanno III di Baden.
Morì a causa della lebbra e venne sepolto nell'abbazia di Rein. Gli succedette Ottocaro IV, ultimo della dinastia degli Ottocari. Sotto Ottocaro IV la Stiria sarà elevata da margraviato a ducato.

## Matrimonio e figli
Ottocaro sposò Cunigonda di Chamb-Vohburg, figlia del margravio bavarese Diepoldo III di Vohburg e cognata dell'Imperatore Federico Barbarossa. Essi ebbero:
- Ottocaro IV di Stiria, ultimo margravio di Stiria, primo e ultimo duca di Stiria della casata.